# Francisco Cambó
Francisco Cambó y Batlle (Verges, 2 de septiembre de 1876-Buenos Aires, 30 de abril de 1947) fue un político, empresario y abogado español, de ideología conservadora y catalanista. Cofundador y líder de la Liga Regionalista, llegaría a ser electo diputado en Cortes en varias ocasiones. Firme defensor de que el catalanismo interviniera en la política española, fue ministro de Hacienda y de Fomento en varios gabinetes del reinado de Alfonso XIII. Ausente durante los años de la dictadura de Primo de Rivera, tras la proclamación de la Segunda República volvería a la arena política y fue elegido diputado de las Cortes republicanas.
Además de su actividad política, desde su juventud Cambó desarrolló una activa carrera empresarial. Llegaría a actuar como asesor financiero de grandes empresas, gozando de estrechos contactos entre los inversores extranjeros en España. Fue presidente de la Compañía Hispano Americana de Electricidad (CHADE), subsidiaria de Sofina y tercera empresa en importancia de España, protagonista también de un famoso caso de corrupción en Argentina. Su amplia red de negocios le convirtió en multimillonario, erigiéndose en uno de los hombres más ricos de España, lo cual le posibilitó desarrollar una reconocida labor como coleccionista y mecenas.
Tras el golpe de Estado de 1936 y el estallido de la Guerra Civil se posicionó a favor de Francisco Franco, por temor a un triunfo revolucionario, contribuyendo económicamente a la causa franquista. Sin embargo, acabada la contienda no regresó a España y se instalaría en Argentina, país en el que residió hasta su fallecimiento en 1947.

## Biografía

### Infancia y juventud
Nació el 2 de septiembre de 1876 en Verges, provincia de Gerona, aunque creció en otra localidad de la provincia, Besalú. Se crio en el seno de una familia de tradición carlista, si bien Cambó se alejaría de esta corriente política. Realizó estudios en un colegio de Figueras, donde estableció amistad con el luego político y ministro Pedro Rahola. Posteriormente se trasladaría a Barcelona, donde cursaría estudios universitarios de filosofía y letras y de derecho.
En 1893 ingresó en el Centre Escolar Catalanista, donde entraría en contacto con el incipiente movimiento catalanista y se convirtió en cabeza visible de los estudiantes catalanistas. También fue miembro de la Lliga de Catalunya. Durante estos años llegaría a ser pasante de Narcís Verdaguer, en cuyo bufete de abogados trabajó. Tal y como ha señalado Jesús Pabón, «la personalidad política de Verdaguer y Callís influyó decisivamente en la formación del Cambó político».

### Carrera política
En 1899 se adhirió al Centre Nacional Català, una nueva entidad de corte catalanista inspirada por Enric Prat de la Riba. Cambó tendría un papel muy activo en las negociaciones entre el Centre Nacional Català y la Unió Regionalista que, de cara a las elecciones de 1901, llevarían a la constitución de la Lliga Regionalista. Admirador del político conservador Antonio Maura, Cambó sería junto a Enric Prat de la Riba uno de los catalanistas más firmemente partidarios de intervenir en la política española. En 1904, durante una visita a Barcelona del rey Alfonso XIII, pronunció un discurso en el que hizo una reclamación de los «derechos de Cataluña».

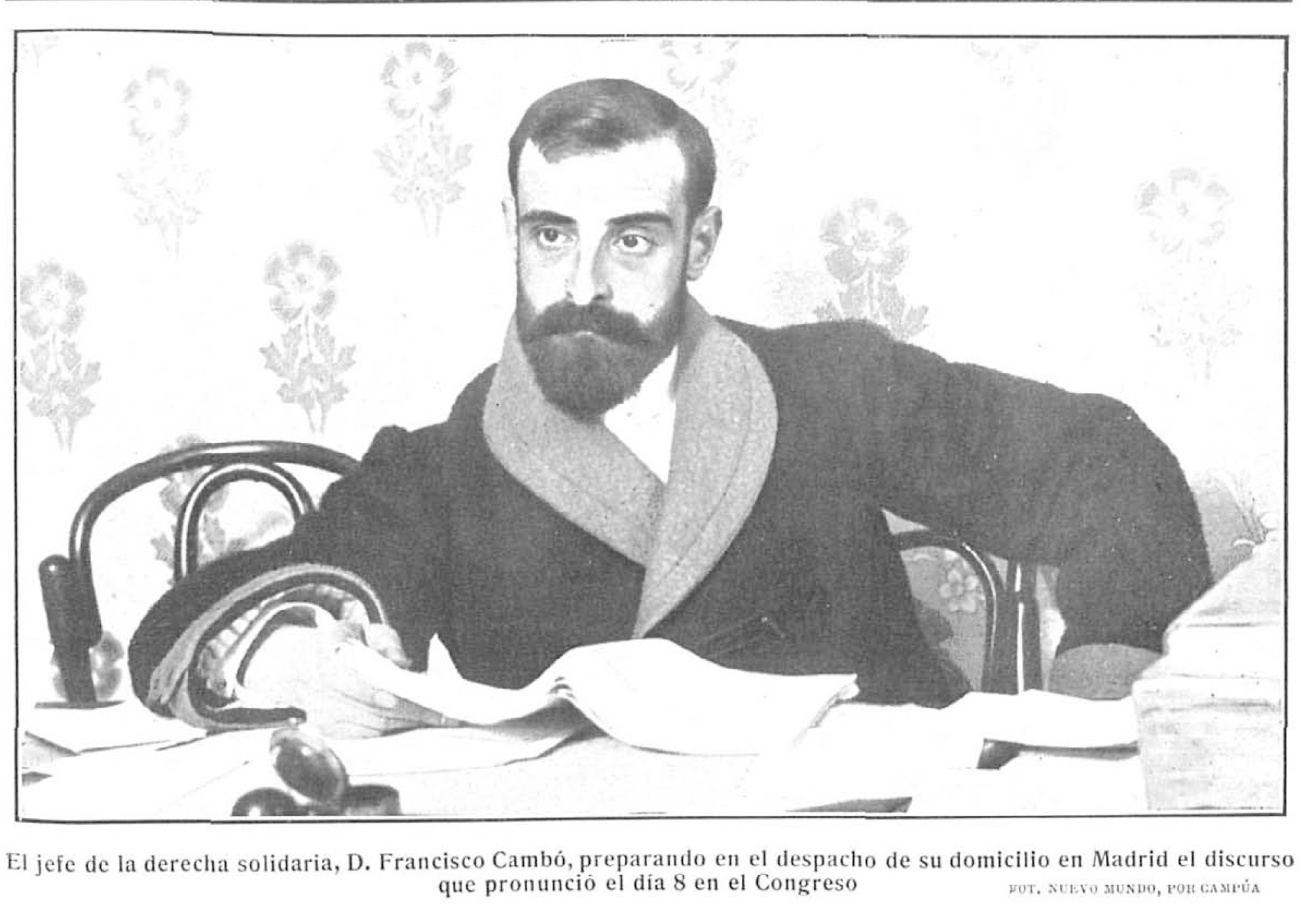
«El jefe de la derecha solidaria, D. Francisco Cambó, preparando en el despacho de su domicilio en Madrid el discurso que pronunció el día 8 en el Congreso». Fotografía de Campúa (Nuevo Mundo, 11 de febrero de 1909)

Fue elegido diputado en las Cortes de la Restauración por Barcelona en las elecciones de 1907. En 1912 sustituiría a Luis Ferrer-Vidal y Soler como diputado por el distrito de Castelltersol. Repetiría como diputado por Castelltersol al ser elegido en los comicios de 1914 y 1916. En las elecciones de 1918 resultó elegido tanto por Castelltersol como por Barcelona, pero tras sorteo le correspondió representar al segundo distrito. En las elecciones de 1919, 1920, y 1923 resultaría elegido por Barcelona. Cuando en 1906 se constituyó la coalición «Solidaridad Catalana», Cambó sobresalió como uno de sus principales dirigentes. Después de la muerte en 1917 de Enric Prat de la Riba, se convertiría en el principal líder de la Lliga Regionalista.

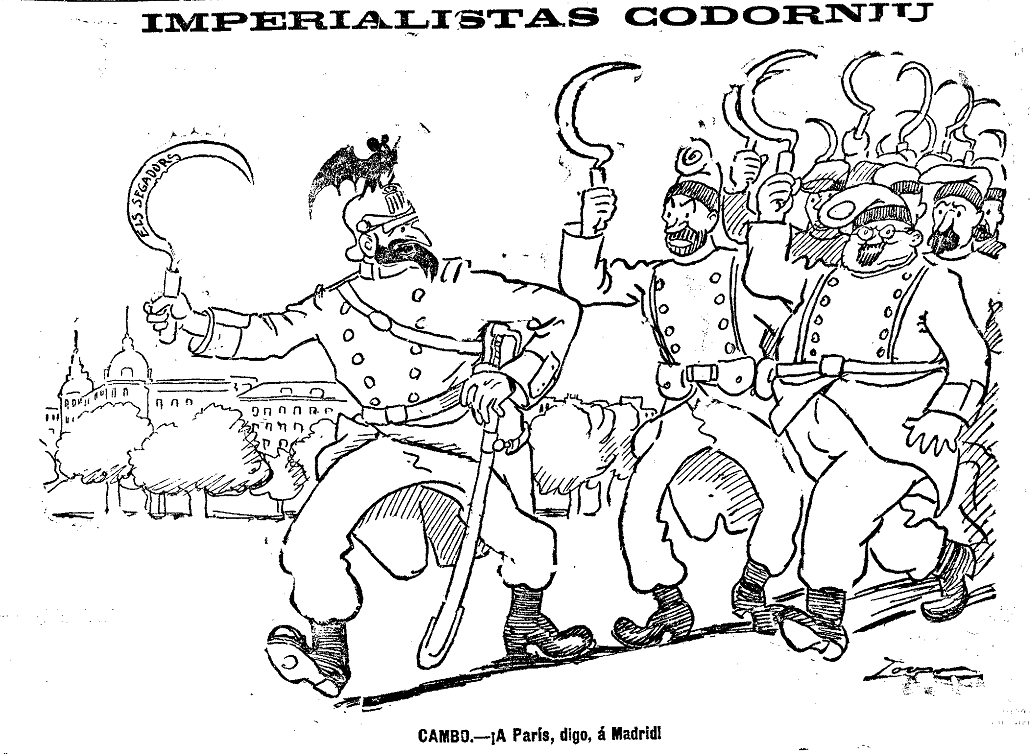
«Imperialistas Codorniu». Ilustración de Tovar (El Imparcial, agosto de 1914).

Desempeñó el cargo de ministro de Fomento entre el 22 de marzo y el 9 de noviembre de 1918 en un gabinete presidido por Antonio Maura, vivencia que quedó reflejada en su obra Ocho meses en el Ministerio de Fomento. Como ministro de Fomento se manifestó a favor de nacionalizar la red ferroviaria española, debido a la crisis que entonces atravesaba el ferrocarril y en parte también a la deficiente actuación de las compañías ferroviarias privadas. Sin embargo, esta idea no se llegaría a materializar. Promulgaría, además, las leyes para el establecimiento del ferrocarril Ponferrada-Villablino y del ferrocarril de Baracaldo a Sestao —este último, por exigencia de la compañía de los Altos Hornos de Vizcaya—. En el ministerio le acompañó Juan Ventosa, un estrecho colaborador suyo, al frente de la Comisaría de Abastecimientos.
Cambó propugnó el Estatuto de autonomía para resolver el problema catalán, aun cuando aceptó la Mancomunidad como solución de compromiso. Se haría famoso su eslogan «Monarquia? República? Catalunya!». Sin embargo, también mostró sus reservas respecto al cariz que adoptó el movimiento catalanista. En 1914, durante un discurso en el Congreso de los Diputados, llegaría a señalar:

Os he dicho... que hay que evitar que el problema se convierta en sentimental, porque... los espíritus se conturban y los cerebros no reflexionan... Cataluña, contra lo que muchos creen, es un pueblo morbosamente sentimental.

A raíz de la Crisis de 1917 también empezó a ver como una amenaza la democratización del sistema político español. Hacia 1919, ante el crecimiento de la actividad sindical (particularmente la Huelga de La Canadiense) y la intensificación del pistolerismo, la burguesía catalana abandonó la campaña autonomista y pasó a apoyar decididamente la política represiva del gobierno, que se sirvió del Somatén y la colaboración de la Lliga. El propio Cambó llegó a participar en las patrullas «ciudadanas» por las calles de Barcelona armado con un fusil. Con el objetivo de garantizar el orden público, en 1920 solicitó al presidente Eduardo Dato que se nombrara al general Severiano Martínez Anido para desempeñar el gobierno civil de Barcelona. Tras asumir el cargo, Martínez Anido no tardó en ignorar las directivas del gobierno central y actuar de forma independiente, aplicando una dura política represiva. Ello le ganó las simpatías de Cambó y la Lliga.

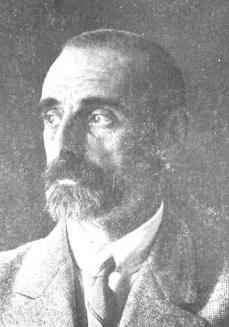
Cambó, hacia 1921.

Volvería nuevamente al gobierno en un gabinete presidido por Antonio Maura, como ministro de Hacienda, cargo que desempeñaría entre el 14 de agosto de 1921 y el 8 de marzo de 1922. Según Carlos Seco Serrano, en noviembre de ese año rechazó una propuesta que le habría ofrecido el rey Alfonso XIII para presidir el consejo de ministros. Al producirse el golpe de Estado de Primo de Rivera, Cambó, desde su retiro en su yate Catalonia en el mar Jónico, envió un telegrama a los miembros de la Lliga en el que sugería abstención, adoptando una posición de no hostilidad ante el régimen.

### Hombre de negocios
En paralelo con su carrera política, desde temprana edad Cambó se dedicó al mundo de los negocios. Llegó a actuar como asesor financiero de grandes empresas (como Barcelona Traction), lo que le convirtió en el político español que mejores contactos tenía entre los inversores extranjeros en España. En 1920 fue el principal actor de la creación de la Compañía Hispano-Americana de Electricidad (CHADE), una operación de ingeniería financiera auspiciada por capitales alemanes y belgas que le llevará a vincularse con el mundo de los negocios a nivel internacional. Cambó, que llegaría a presidir la CHADE desde 1926, se erigió como un importante multimillonario.

### La República y la Guerra Civil
Tras la caída de la dictadura de Primo de Rivera, el rey Alfonso XIII quedó en una situación muy complicada. El monarca, en su búsqueda del apoyo de líderes políticos para tratar de mantener el régimen monárquico, consiguió la colaboración de Cambó. A comienzos de 1931, coincidiendo con la grave crisis que atravesaba la monarquía, junto a Gabriel Maura, César Silió y otras personalidades llegaría a propugnar el llamado «Partido del Centro Constitucional», de efímera vida. Víctima de un cáncer de laringe, que le obligó a viajar a Londres para recibir tratamiento, durante los meses de 1930 el político catalán mantuvo un perfil político bajo.
Proclamada la Segunda República Española, no consiguió acta de diputado en las elecciones constituyentes de 1931 y emigró al extranjero. Debiendo hacer frente a la nueva situación política, Cambó sugirió que la Lliga Regionalista se convirtiera en un partido de ámbito estrictamente catalán y con un solo secretariado, lo que daría lugar en 1933 a la conversión de esta en la Lliga Catalana. Entró otra vez en el parlamento tras las elecciones de 1933, pero no en 1936. Durante este periodo democrático fue ya partidario, en alguna ocasión, del uso de la fuerza con el fin de ocupar las instituciones del Estado.
Al estallar la guerra civil española, el 18 de julio de 1936 se encontraba navegando por el Adriático en su yate Catalonia. Tras la formación de un gobierno presidido por Largo Caballero, Cambó se adhirió públicamente a Franco a finales de octubre de 1936. Establecido en Suiza, llegaría a promover desde allí una posición favorable al bando sublevado. En un primer momento no se posicionó a favor de los militares sublevados, pero su temor al establecimiento de una República excesivamente izquierdista le llevó a cambiar su posición hasta el punto de financiar su bando con cuantiosas aportaciones, apoyando la consideración del enfrentamiento como «Cruzada Española». Cambó, como más adelante señalaría en su dietario, justificó su apoyo al bando franquista en la premisa de que «los otros [los republicanos] son peores». Por iniciativa suya, en noviembre de 1936 se constituyó en París una oficina de Prensa y Propaganda, con el objetivo de producir contrapropaganda republicana y apoyar la causa de Franco. Cambó situó al mallorquín Joan Estelrich al frente de la misma, que además ejercería de director de la influyente revista profranquista Occident.

### Últimos años

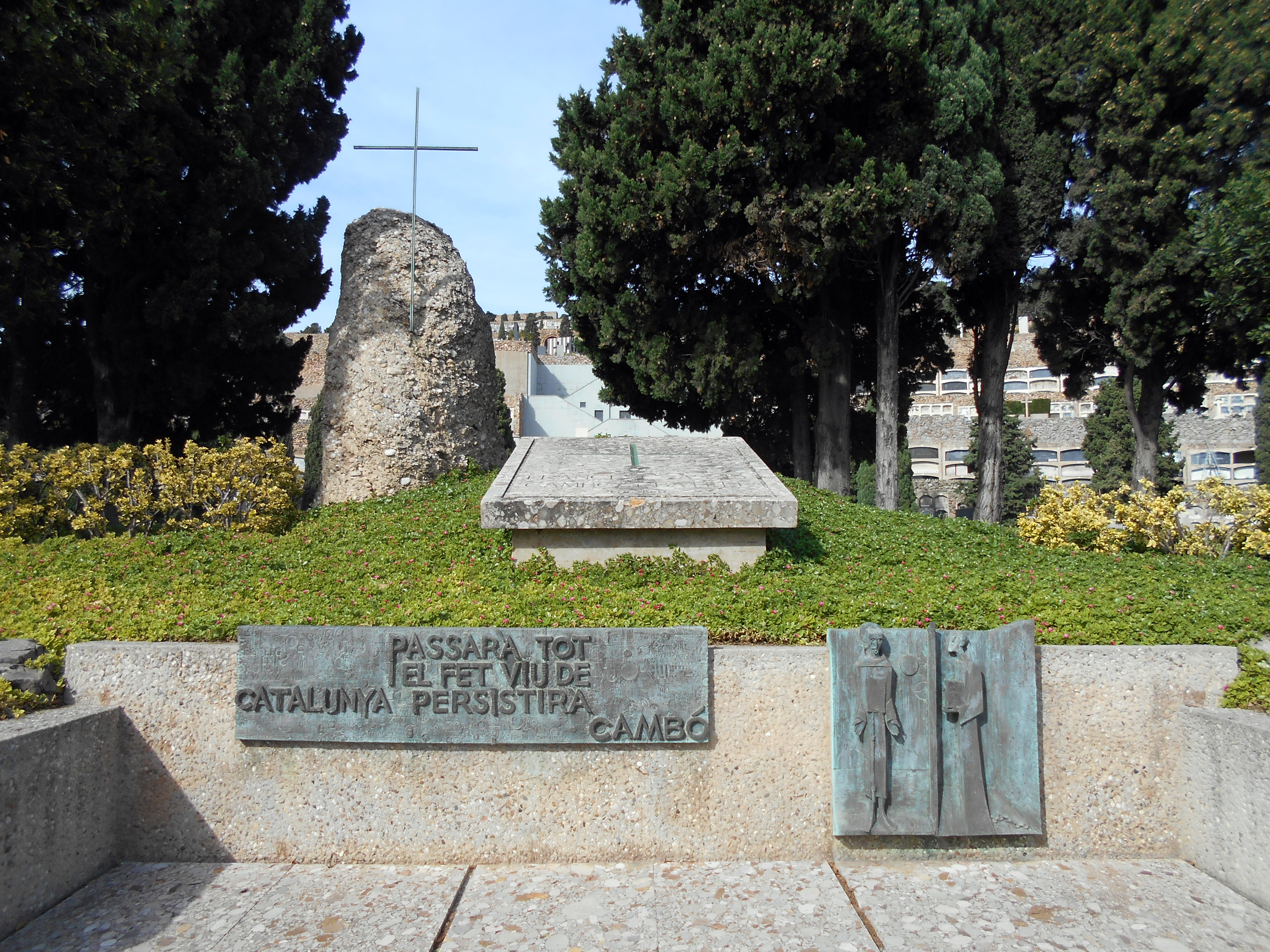
Tumba de Cambó en el cementerio de Montjuic.

A pesar de su apoyo manifiesto a Franco durante la contienda, Cambó —a diferencia de otros destacados políticos catalanistas— no se instalaría en la España Franquista. Era consciente de su comprometida situación y, tras la guerra, experimentó rechazo al sectarismo ideológico de los vencedores y cierta «vergüenza» por la ayuda prestada a éstos. A excepción de un breve viaje a Madrid, en 1940, durante sus últimos años Cambó continuó residiendo en el extranjero. En 1941 se trasladaría a Buenos Aires; allí sería presidente de la empresa de electricidad CADE.
Falleció el 30 de abril de 1947. En la actualidad sus restos descansan en el cementerio de Montjuic, en Barcelona.

## Labor cultural
Cambó ejerció como mecenas de actividades artísticas y culturales. Formó una colección de pintura antigua, especializada en primitivos italianos y el Renacimiento, liderada por el Retrato de Michele Marullo Tarcaniota de Sandro Botticelli. Algunas de las piezas las donó al Museo del Prado, como tres tablas de Botticelli (serie de Nastagio degli Onesti) y el famoso Bodegón con cacharros de Zurbarán, si bien el grueso de la colección se entregó a Barcelona y se exhibe en el MNAC. En esta colección se encuentran pinturas de grandes maestros como Sebastiano del Piombo, Rubens, Fragonard, Goya, Giovanni Domenico Tiepolo y Zurbarán, de cuyo citado bodegón Cambó reunió (caso insólito) dos versiones idénticas, donando una al Prado y la otra a Barcelona.
En 1922 tuvo lugar la creación de la Fundació Bernat Metge, orquestada por Cambó, un proyecto editorial que ha traducido al catalán textos clásicos griegos y latinos.

## Obra escrita

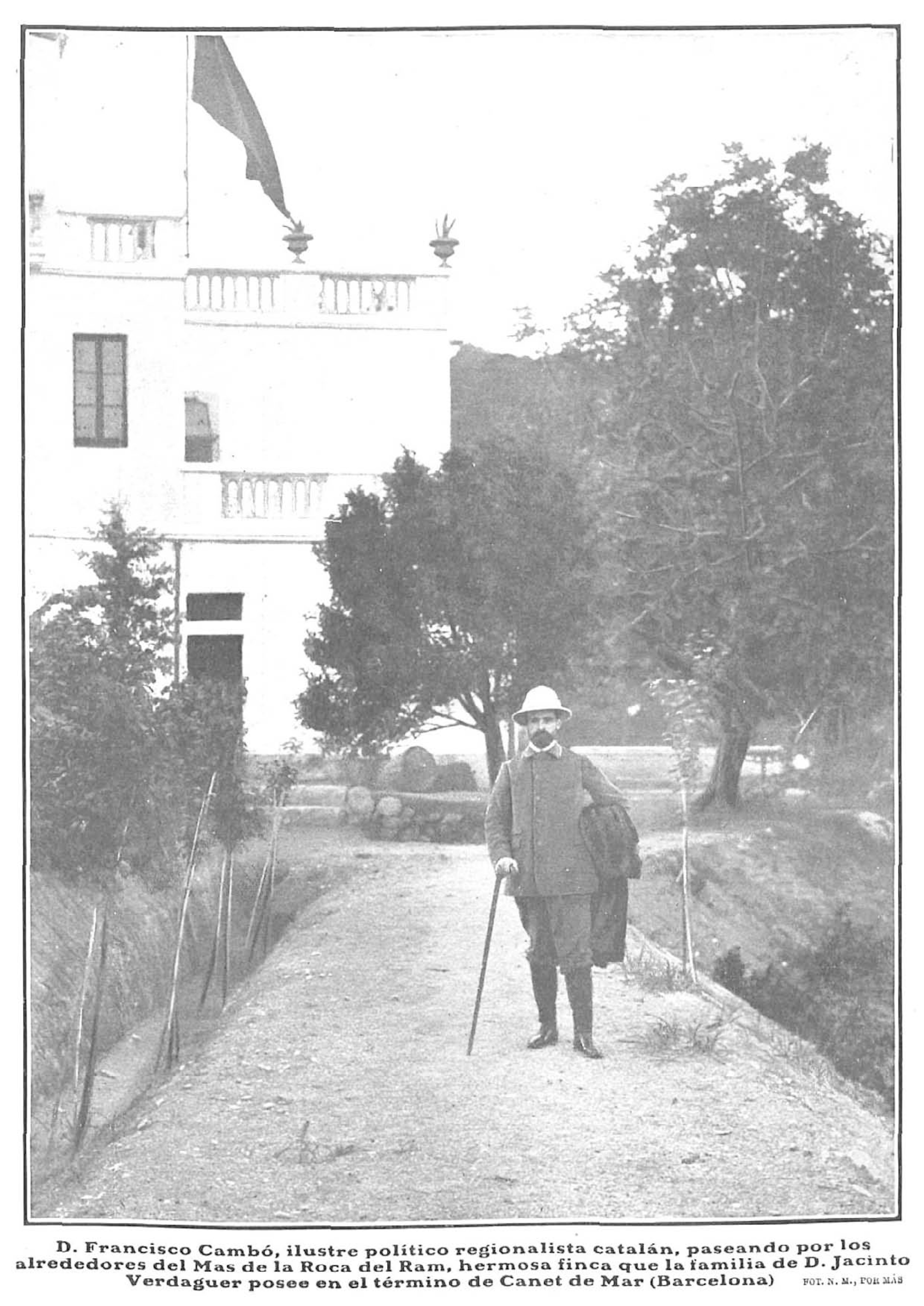
Francisco Cambó paseando por los alrededores de una finca en Canet de Mar de la familia de Jacinto Verdaguer. Fotografía de Mas (Nuevo Mundo, 27 de junio de 1907).

Desde temprana edad Cambó escribió en semanarios políticos como La Renaixensa o La Veu de Catalunya, publicación esta última que acabaría convirtiéndose en órgano de expresión de la Lliga Regionalista. En La Veu de Catalunya ejercería como redactor de la sección de movimientos regionales, y, también, de política exterior.
Así mismo, fue autor de diversos libros sobre temas políticos y económicos:
- Actuació regionalista (1915)
- El pesimismo español (1917)
- Vuit mesos al ministeri de Foment (1919)
- Visions d'Orient (1924)
- La crise économique anglaise (1924)
- Entorn del feixisme italià (1924)
- La valoració de la pesseta (1929)
- Les dictadures (1929)
- Per la concòrdia (1929)
- España, Cataluña y la Nueva Constitución (1929)